# اسب کوچک
اسب کوچک (انگلیسی:Equuleus) زمان رسیدن به نصف‌النهار:۲۹ شهریور
مساحت:۷۹ درجه مربع

## افسانه
به نظر می‌رسد که این صورت فلکی را دو قرن قبل از میلاد مسیح ابرخس ستاره‌شناس یونانی نامگذاری کرده باشد، در حالی که قرن‌ها در نوشته‌های نجومی نامی از آن برده نشده. نام او را احتمالاً به این دلیل معادل اسب کوچک گذاشته‌اند که با اسب بزرگ متفاوت باشد.

## جایگاه
جایگاه صورت فلکی در میان دماغ اسب بالدار در شرق و و صورت فلکی دلفین در غرب است از لحاظ بزرگی بعد از صلیب جنوبی(با ۴ درجه مربع) کوچک‌ترین صورت فلکی آسمان است

## ستاره‌ها
آلفای صورت فلکی اسب به نام نیر قطعه الفرس است که در عربی به معنای قسمتی از اسب ر می‌دهد طیف آن از نوع G0 III قدرش ۳٫۹ و فاصله اش با زمین معادل ۱۵۰ سال نوری است.